# Partia oderwana
Partia oderwana - określenie stosowane w politologii, używane na określenie partii politycznej, która w swojej ideologii i programie partyjnym kładzie nacisk na jeden problem społeczny. W ten sposób takie ugrupowanie jest bardzo trudne do umiejscowienia na osi lewica - prawica. Z tego względu partia taki nosi miano oderwanej, mogącej zawierać sojusze wyborcze zarówno z ugrupowaniami lewicowymi, jak i prawicowymi.